# Say Say Say
Say Say Say er en popsang af og med Michael Jackson og Paul McCartney. Nummeret blev udsendt som single og på McCartneys album Pipes of Peace fra 1983. Sangen blev et stort hit og nåede blandt andet førstepladsen i USA, Norge og Sverige samt i top ti i en lang række andre lande.
| Musik | Spire Denne musikartikel er en spire som bør udbygges. Du er velkommen til at hjælpe Wikipedia ved at udvide den. |